# Чемпіонат Полтавської області з футболу 2022
Чемпіонат Полтавської області з футболу 2022 року був розіграний з 21 серпня по 26 листопада. В розіграші взяла участь 16 команд. Переможцем вперше став «Стандарт» із Нових Санжар. Турнір у першій лізі виграла «Перемога» з Клепачів.
Обласна першість складалася з двох етапів: на першому було сформовано чотири групи за територіальним принципом, і вже за підсумками цього двоколового турніру сформувалися вища й перша ліги. Вісім кращих команд (по дві з кожної групи) сформували вищу лігу, а всі інші — першу, яка була розділена на дві групи.
На другому етапі команди грали між собою у два кола, але лише з тими суперниками, з якими не перетиналися на першому етапі. Очки ж, набрані в матчах команд на першому етапі між собою, зберігалися. Команди першої ліги в стикових матчах розіграли між собою призові місця, утворивши пари за підсумками виступів команд у своїх групах.

## Перший етап
Перший етап чемпіонату був розіграний із 21 серпня по 11 вересня.

### Група А
| М | Команда                    | І | В | Н | П | РМ    | О  |
| - | -------------------------- | - | - | - | - | ----- | -- |
| 1 | «Олімпія» (Савинці)        | 6 | 6 | 0 | 0 | 27−5  | 18 |
| 2 | «Колос» (Великі Сорочинці) | 6 | 4 | 0 | 2 | 22−12 | 12 |
| 3 | ФК «Комишня»               | 6 | 1 | 0 | 5 | 7−22  | 3  |
| 4 | ФК «Миргород»              | 6 | 1 | 0 | 5 | 6−23  | 3  |

### Група Б
| М | Команда                | І | В | Н | П | РМ    | О  |
| - | ---------------------- | - | - | - | - | ----- | -- |
| 1 | «Сула» (Засулля)       | 6 | 4 | 2 | 0 | 14−8  | 14 |
| 2 | ФК «Лубни»             | 6 | 3 | 2 | 1 | 12−10 | 11 |
| 3 | «Локомотив» (Гребінка) | 6 | 1 | 2 | 3 | 9−13  | 5  |
| 4 | «Перемога» (Клепачі)   | 6 | 0 | 2 | 4 | 11−15 | 2  |

### Група В
| М | Команда                        | І | В | Н | П | РМ    | О  |
| - | ------------------------------ | - | - | - | - | ----- | -- |
| 1 | ДЮФШ «Ворскла» (Полтава)       | 6 | 4 | 0 | 2 | 24−15 | 12 |
| 2 | ФК «Чутове»                    | 6 | 4 | 0 | 2 | 16−7  | 12 |
| 3 | ДЮСШ ім. І. Горпинка (Полтава) | 6 | 3 | 0 | 3 | 14−16 | 9  |
| 4 | КСК (Карлівка)                 | 6 | 1 | 0 | 5 | 12−28 | 3  |

### Група Г
| М | Команда                         | І | В | Н | П | РМ   | О  |
| - | ------------------------------- | - | - | - | - | ---- | -- |
| 1 | «Стандарт» (Нові Санжари)       | 6 | 6 | 0 | 0 | 30−3 | 18 |
| 2 | «Дружба» (Очеретувате)          | 6 | 4 | 0 | 2 | 18−9 | 12 |
| 3 | «Гірник-Спорт» (Горішні Плавні) | 6 | 2 | 0 | 4 | 9−22 | 6  |
| 4 | УОР (Бахмут)                    | 6 | 0 | 0 | 6 | 3−26 | 0  |

## Другий етап

### Вища ліга
Матчі вищої ліги другого етапу чемпіонату відбулися в період із 17 вересня по 26 листопада. Команди грали між собою в два кола, але лише з тими суперниками, з якими не перетиналися на першому етапі. Очки, набрані в матчах команд на першому етапі між собою, зберігалися.
| М | Команда                    | І  | В  | Н | П  | РМ    | О  |
| - | -------------------------- | -- | -- | - | -- | ----- | -- |
|   | «Стандарт» (Нові Санжари)  | 14 | 11 | 3 | 0  | 43−12 | 36 |
| 2 | «Олімпія» (Савинці)        | 14 | 11 | 1 | 2  | 41−12 | 34 |
| 3 | «Дружба» (Очеретувате)     | 14 | 9  | 0 | 5  | 26−23 | 27 |
| 4 | «Колос» (Великі Сорочинці) | 14 | 7  | 1 | 6  | 38−27 | 22 |
| 5 | ФК «Чутове»                | 14 | 4  | 2 | 8  | 12−16 | 14 |
| 6 | ФК «Лубни»                 | 14 | 3  | 2 | 9  | 16−27 | 11 |
| 7 | «Сула» (Засулля)           | 14 | 3  | 1 | 10 | 19−50 | 10 |
| 8 | ДЮФШ «Ворскла» (Полтава)   | 14 | 3  | 0 | 11 | 23−51 | 9  |

Чемпіоном став «Стандарт» із Нових Санжар, срібним призером — «Олімпія» із Савинців, бронзовим — «Дружба» з Очеретуватого.

### Перша ліга
Матчі в групах першої ліги другого етапу чемпіонату відбулися в період із 17 вересня по 8 жовтня. Тут команди, розбиті на дві групи, теж грали в два кола лише з тими суперниками, з якими не перетиналися на першому етапі. Очки, набрані в матчах команд на першому етапі між собою, у групах першої ліги теж зберігалися.
За результатами ігор у групах були утворені пари команд, які розіграли між собою призові місця. У підсумку переможцем першої ліги стала «Перемога» з Клепічів, друге місце посів «Гірник-Спорт» з Горішніх Плавнів, третє — КСК із Карлівки.
- Матчі за 1 місце: «Перемога» (Клепачі) — «Гірник-Спорт» (Горішні Плавні) 4:0; 1:3
- Матчі за 3 місце: КСК (Карлівка) — ФК «Комишня» 2:1; 2:1
- Матчі за 3 місце: ДЮСШ ім. І. Горпинка (Полтава) — ФК «Миргород» 1:0; 0:4